# Aplicaciones de la electricidad
Desde su introducción, la electricidad ha ampliado sus señales de aplicación en muchos campos. A continuación se detallan algunos de sus usos más comunes.
También se aplica la inducción electromagnética para la construcción de motores movidos por energía eléctrica, que permiten el funcionamiento de innumerables dispositivos.

## Motor eléctrico

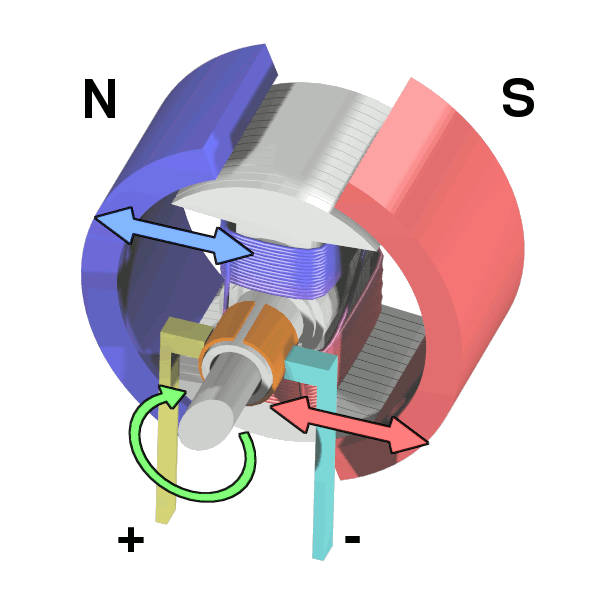
Esquema de un motor eléctrico.

Desde que Faraday describió el proceso de inducción y generación de la corriente eléctrica, se iniciaron experiencias y proyectos que culminaron con el invento y fabricación de los diferentes tipos de motores eléctricos que existen. El paso definitivo lo consiguió el ingeniero Tesla que, en 1887, fabricó el primer motor asíncrono trifásico de corriente alterna.

## Transformador

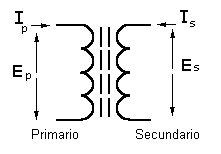
Representación esquemática del transformador.

El origen del transformador se remonta a 1851, cuando el físico alemán Heinrich Daniel Ruhmkorff diseñó la llamada bobina de Ruhmkorff, precursora de los transformadores modernos. El transformador es una máquina eléctrica carente de movimiento que permite aumentar o disminuir el voltaje o tensión en un circuito eléctrico de corriente alterna, manteniendo la frecuencia y la potencia con un alto rendimiento. Los transformadores son dispositivos basados en el fenómeno de la inducción electromagnética y están constituidos, en su forma más simple, por dos bobinas devanadas sobre un núcleo cerrado de hierro dulce o hierro silicio. Las bobinas o devanados se denominan primario y secundario, según correspondan a la entrada o salida del sistema en cuestión, respectivamente. El funcionamiento se produce cuando se aplica una fuerza electromotriz alterna en el devanado primario, las variaciones de intensidad y sentido de la corriente alterna crearán un campo magnético variable dependiendo de la frecuencia de la corriente. Este campo magnético variable originará, por inducción, la aparición de una fuerza electromotriz en los extremos del devanado secundario. La relación teórica entre la fuerza electromotriz inductora (Ep), la aplicada al devanado primario y la fuerza electromotriz inducida (Es), la obtenida en el secundario, es directamente proporcional al número de espiras de los devanados primario (Np) y secundario (Ns) .

{\displaystyle {\frac {Ep}{Es}}={\frac {Np}{Ns}}}

La razón de transformación del voltaje entre el bobinado primario y el secundario depende por tanto del número de ruletas que tenga cada uno. Si el número de vueltas del secundario es el triple del primario. En el secundario habrá el triple de tensión.

{\displaystyle {\frac {Np}{Ns}}={\frac {Vp}{Vs}}}

Esta particularidad tiene su utilidad para el transporte de energía eléctrica a larga distancia, al poder efectuarse el transporte a altas tensiones y pequeñas intensidades y por tanto con pequeñas pérdidas. El transformador ha hecho posible la distribución de energía eléctrica a todos los hogares, industrias, etc. Si no fuera por el transformador tendría que acortarse la distancia que separa a los generadores de electricidad de los consumidores. El transformador lo encontramos en muchos lugares, en las lámparas de bajo consumo, cargadores de pilas, vehículos, en sótanos de edificios, en las centrales hidroeléctricas y otros generadores de electricidad. Su tamaño puede variar desde muy pequeños a enormes transformadores que pueden pesar más de 500 t.

## Máquinas frigoríficas y aire acondicionado

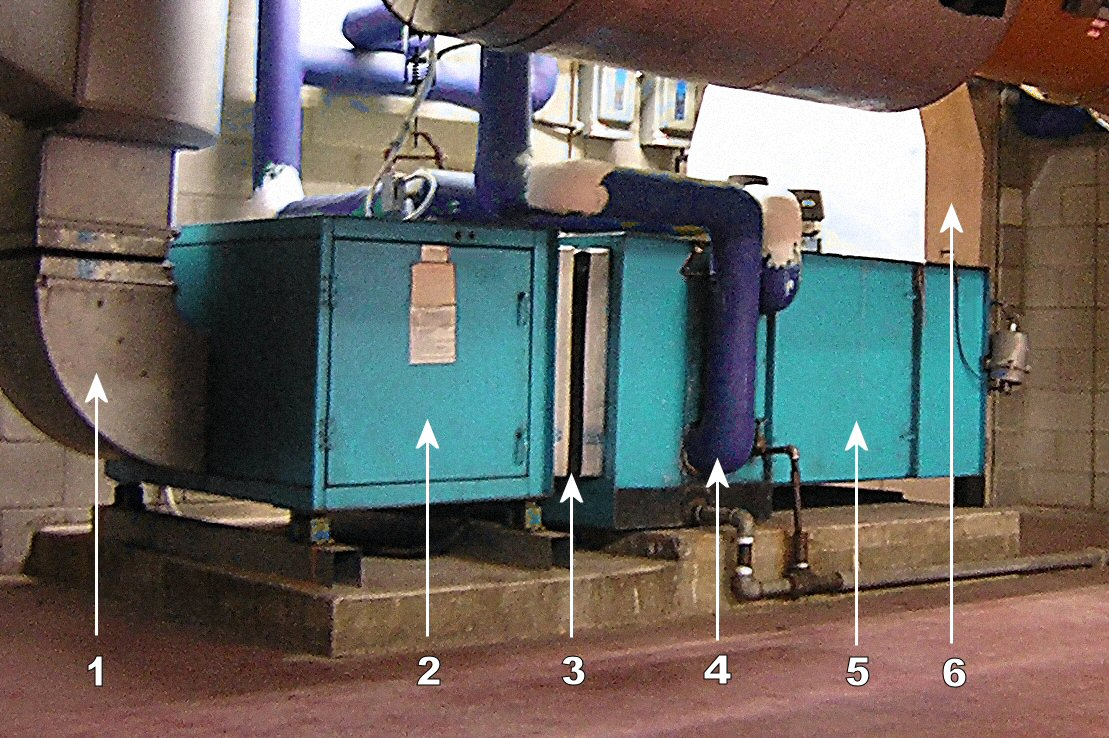
Máquina térmica de frío y calor.

La invención de las máquinas frigoríficas ha supuesto un avance importante en todos los aspectos relacionados con la conservación y trasiego de alimentos frescos que necesitan conservarse fríos para que tengan mayor duración en su estado natural, y en conseguir una climatización adecuada en viviendas y locales públicos. Las máquinas frigoríficas se clasifican en congeladoras y en refrigeradoras. Las de uso industrial están ubicadas en empresas, barcos o camiones que trabajan con alimentos congelados o refrigerados; en el ámbito doméstico se utilizan máquinas conocidas con el nombre de frigorífico y congelador, así como aparatos de aire acondicionado que están presente en muchas viviendas variando en prestaciones y capacidad.
En 1784 William Cullen construye la primera máquina para enfriar, pero hasta 1927 no se fabrican los primeros refrigeradores domésticos (de General Electric). Cuatro años más tarde, Thomas Midgley descubre el freón, que por sus propiedades ha sido desde entonces muy empleado como fluido de trabajo en máquinas de enfriamiento como equipos de aire acondicionado y refrigeradores, tanto a escala industrial como doméstica. Sin embargo, se ha demostrado que el freón y los compuestos químicos similares a él, también conocidos como clorofluorocarburos (CFC), son los principales causantes de la destrucción en la capa de ozono, produciendo el agujero detectado en la Antártida, por lo que en 1987 se firmó el Protocolo de Montreal para restringir el uso de estos compuestos. En la actualidad (2008) todas las máquinas frigoríficas utilizan gases refrigerantes que no perjudican a la capa de ozono.
Una máquina frigorífica es un tipo de máquina térmica generadora que transforma algún tipo de energía, habitualmente mecánica, en energía térmica para obtener y mantener en un recinto una temperatura menor a la temperatura exterior. La energía mecánica necesaria puede ser obtenida previamente a partir de otro tipo de energía, como la energía eléctrica mediante un motor eléctrico. Esta transferencia se realiza mediante un fluido frigorígeno o refrigerante, que en distintas partes de la máquina sufre transformaciones de presión, temperatura y fase (líquida o gaseosa); y que es puesto en contacto térmico con los recintos para absorber calor de unas zonas y transferirlo a otras.
Una máquina frigorífica debe contener como mínimo los cuatro siguientes elementos:
- Compresor: es el elemento que suministra energía al sistema. El refrigerante llega en estado gaseoso al compresor y aumenta su presión.
- Condensador: es un intercambiador de calor, en el que se disipa el calor absorbido en el evaporador (más adelante) y la energía del compresor. En el condensador el refrigerante cambia de fase pasando de gas a líquido.
- Sistema de expansión: el refrigerante líquido entra en el dispositivo de expansión donde reduce su presión y esta a su vez reduce bruscamente su temperatura.
- Evaporador: el refrigerante a baja temperatura y presión pasa por el evaporador, que al igual que el condensador es un intercambiador de temperatura, y absorbe el calor del recinto donde está situado. El refrigerante líquido que entra al evaporador se transforma en gas al absorber el calor del recinto.

Tanto en el evaporador como en el condensador la transferencia energética se realiza principalmente en forma de calor latente.

Diagrama del ciclo de una bomba térmica simple: 1) condensador, 2) válvula de expansión, 3) evaporador, 4) compresor.

Desde el punto de vista económico, el mejor ciclo de refrigeración es aquel que extrae la mayor cantidad de calor (Q2) del foco frío (T2) con el menor trabajo (W). Por ello, se define la eficiencia de una máquina frigorífica como el cociente Q2/W:
Eficiencia {\displaystyle ={\frac {Q2}{W}}={\frac {Q_{2}}{Q_{2}-Q_{1}}}}
- Q2: Representa el calor extraído de la máquina frigorífica por los serpentines refrigerantes situados en su interior (congelador).
- W: Es el trabajo realizado por el motor que acciona el compresor.
- Q1: Es el calor cedido a los serpentines (o radiador) refrigerantes exteriores (en la parte posterior del aparato y que se elimina al ambiente por una circulación de aire (natural o forzada con auxilio de un ventilador, caso de los aparatos de aire refrigerado).

La máquina frigorífica se puede utilizar como calentador (véase Ciclo de Carnot). Para ello, basta con hacer que el foco caliente sea la habitación, T1, y el frío el exterior. Es el principio de funcionamiento de la bomba de calor, que es más ventajosa de utilizar que un caldeo por resistencia eléctrica. Esta doble función de producir frío y calor se utiliza en los equipos modernos de aire acondicionado que se instalan en las viviendas.
El ingeniero francés Nicolas Léonard Sadi Carnot fue el primero que abordó el problema del rendimiento de un motor térmico.
En España, todas las empresas que se dedican a las actividades relacionadas con máquinas frigoríficas y climatización se encuadran bajo el concepto de frío industrial y los profesionales dedicados a estas tareas reciben el nombre de frigoristas. 

## Electroimanes
Un electroimán es un tipo de imán en el que el campo magnético se produce mediante el flujo de una corriente eléctrica, desapareciendo en cuanto cesa dicha corriente. Fue inventado por el electricista británico William Sturgeon en 1825. Sturgeon podía regular su electroimán, lo que supuso el principio del uso de la energía eléctrica en máquinas útiles y controlables, estableciendo los cimientos para las comunicaciones electrónicas a gran escala.
El tipo más simple de electroimán es un trozo de cable enrollado. Una bobina con forma de tubo recto (parecido a un tornillo) se llama solenoide, y cuando además se curva de forma que los extremos coincidan se denomina toroide. Pueden producirse campos magnéticos mucho más fuertes si se sitúa un «núcleo» de material paramagnético o ferromagnético (normalmente hierro dulce) dentro de la bobina. El núcleo concentra el campo magnético, que puede entonces ser mucho más fuerte que el de la propia bobina.
La principal ventaja de un electroimán sobre un imán permanente es que el campo magnético puede ser rápidamente manipulado en un amplio rango controlando la cantidad de corriente eléctrica. Sin embargo, se necesita una fuente continua de energía eléctrica para mantener el campo. En aplicaciones donde no se necesita un campo magnético variable, los imanes permanentes suelen ser superiores. Adicionalmente, éstos pueden ser fabricados para producir campos magnéticos más fuertes que los electroimanes de tamaño similar.[cita requerida]
Los electroimanes se usan en muchas situaciones en las que se necesita un campo magnético variable rápida o fácilmente. Muchas de estas aplicaciones implican la deflección de haces de partículas cargadas, como en los casos del tubo de rayos catódicos y el espectrómetro de masa.
Los electroimanes son los componentes esenciales de muchos interruptores, siendo usados en los frenos y embragues electromagnéticos de los automóviles. En algunos tranvías, los frenos electromagnéticos se adhieren directamente a los raíles. Se usan electroimanes muy potentes en grúas para levantar pesados bloques de hierro y acero, así como contenedores, y para separar magnéticamente metales en chatarrerías y centros de reciclaje. Los trenes de levitación magnética emplean poderosos electroimanes para flotar sin tocar la pista y así poder ir a grandes velocidades. Algunos trenes usan fuerzas atractivas, mientras otros emplean fuerzas repulsivas.
Los electroimanes se usan en los motores eléctricos rotatorios para producir un campo magnético rotatorio y en los motores lineales para producir un campo magnético itinerante que impulse la armadura. Aunque la plata es el mejor conductor de la electricidad, el cobre es el material usado más a menudo debido a su bajo coste. A veces se emplea aluminio para reducir el peso.
Calcular la fuerza sobre materiales ferromagnéticos es, en general, bastante complejo. Esto se debe a las líneas de campo de contorno y a las complejas geometrías. Puede simularse usando análisis de elementos finitos. Sin embargo, es posible estimar la fuerza máxima bajo condiciones específicas. Si el campo magnético está confinado dentro de un material de alta permeabilidad, como es el caso de ciertas aleaciones de acero, la fuerza máxima viene dada por:
{\displaystyle F={\frac {B^{2}A}{2\mu _{o}}}}
donde:
- F es la fuerza en newtons;
- B es el campo magnético en teslas;
- A es el área de las caras de los polos en m²;
- {\displaystyle \mu _{o}} es la permeabilidad del espacio libre.[4]

## Electroquímica
El área de la química que estudia la conversión entre la energía eléctrica y la energía química es la electroquímica. Los procesos electroquímicos son reacciones redox en donde la energía liberada por una reacción espontánea se transforma en electricidad, o la electricidad se utiliza para inducir una reacción química no espontánea. A este último proceso se le conoce como electrólisis.

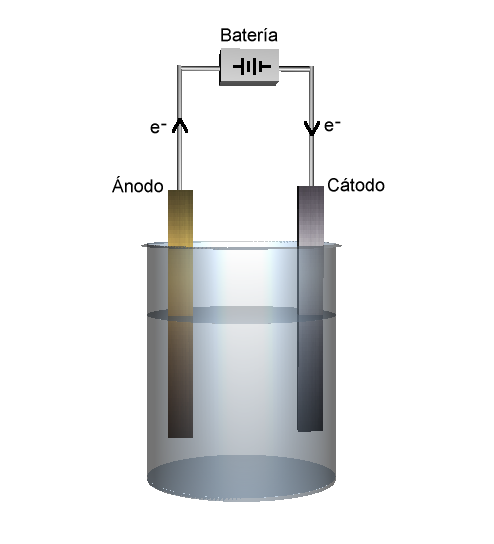
Diagrama simplificado del proceso de electrólisis.

La palabra electrólisis procede de dos radicales: electro que hace referencia a electricidad, y lisis, que quiere decir ruptura. La electrólisis consiste en la descomposición mediante una corriente eléctrica de sustancias ionizadas denominadas electrolitos. Por ejemplo, en la electrólisis del agua se desprenden oxígeno (O2) e hidrógeno (H2).
Las reacciones químicas se dan en la interfase de un conductor eléctrico (llamado electrodo, que puede ser un metal o un semiconductor) y un conductor iónico (el electrolito) pudiendo ser una disolución y en algunos casos especiales, un sólido. Si una reacción química es conducida mediante un voltaje aplicado externamente, se hace referencia a una electrólisis, en cambio, si el voltaje o caída de potencial eléctrico, es creado como consecuencia de la reacción química , se conoce como un "acumulador de energía eléctrica", también llamado batería o celda galvánica.
A finales del siglo XVIII (Ilustración), el anatomista y médico italiano Luigi Galvani marcó el nacimiento de la electroquímica de forma científica al descubrir que al pasar electricidad por las ancas de una rana muerta éstas se contraían, y al tocar ambos extremos de los nervios empleando el mismo escalpelo pero descargado no sucedía nada. Posteriormente, la fabricación de la primera batería de la época moderna fue realizada por Alessandro Volta. Para mediados del siglo XIX, la modelización y estudio de la electroquímica se vieron aclarados por Michael Faraday (leyes de la electrólisis) y John Daniell (pila dependiente solo de iones metálicos zinc-cobre). A partir del siglo XX, la electroquímica permitió el descubrimiento de la carga del electrón por Millikan, y el establecimiento de la moderna teoría de ácidos y bases de Brønsted. Dichas contribuciones han permitido que en la actualidad (2008) la electroquímica se emparente a temas tan diversos que van desde la electroquímica cuántica de Revaz Dogonadze o Rudolph A. Marcus, hasta las celdas fotovoltaicas y la quimioluminiscencia.

## Electroválvulas

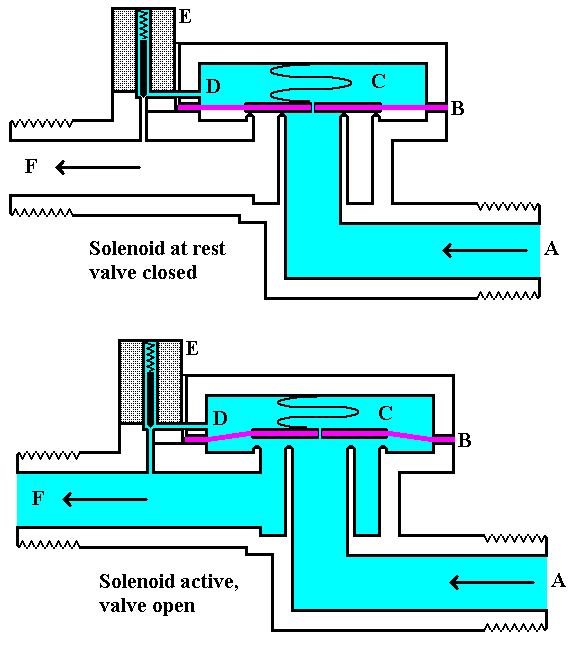
A- Entrada
B- Diafragma
C- Cámara de presión
D- Conducto de vaciado de presión
E- Solenoide
F- Salida.

Una electroválvula es un dispositivo diseñado para controlar el flujo de un fluido a través de un conducto como puede ser una tubería. Es de uso muy común en los circuitos hidráulicos y neumáticos de maquinaria e instalaciones industriales.
Una electroválvula tiene dos partes fundamentales: el solenoide y la válvula. El solenoide convierte energía eléctrica en energía mecánica para actuar la válvula.
Existen varios tipos de electroválvulas. En algunas electroválvulas el solenoide actúa directamente sobre la válvula proporcionando toda la energía necesaria para su movimiento. Es corriente que la válvula se mantenga cerrada por la acción de un muelle y que el solenoide la abra venciendo la fuerza del muelle.
También es posible construir electroválvulas biestables que usan un solenoide para abrir la válvula y otro para cerrar o bien un solo solenoide que abre con un impulso y cierra con el siguiente.
Las electroválvulas pueden ser cerradas en reposo o normalmente cerradas lo cual quiere decir que cuando falla la alimentación eléctrica quedan cerradas o bien pueden ser del tipo abiertas en reposo o normalmente abiertas que quedan abiertas cuando no hay alimentación.
Hay electroválvulas que en lugar de abrir y cerrar lo que hacen es bifurcar o repartir la entrada entre dos salidas. Este tipo de electroválvulas a menudo se usan en los sistemas de calefacción por zonas, lo que permite calentar varias zonas de forma independiente utilizando una sola bomba de circulación.
En otro tipo de electroválvula el solenoide no controla la válvula directamente sino que el solenoide controla una válvula piloto secundaria y la energía para la actuación de la válvula principal la suministra la presión del propio fluido.

## Iluminación y alumbrado

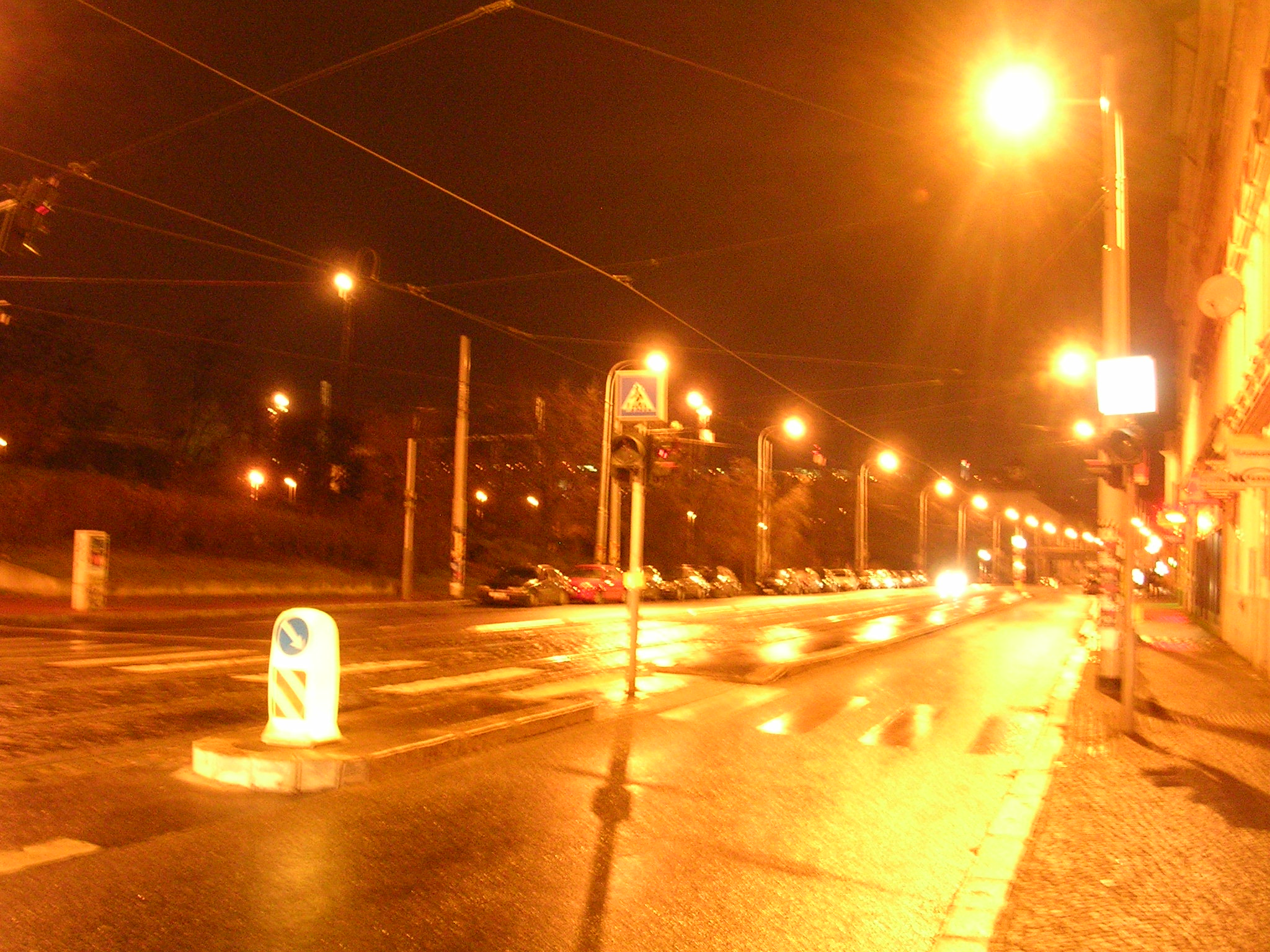
Alumbrado de vías públicas.

La iluminación o alumbrado público es la acción o efecto de iluminar usando electricidad, vías públicas, monumentos, autopistas, aeropuertos, recintos deportivos, etc., así como la iluminación de las viviendas y especialmente la de los lugares de trabajo cuando las condiciones de luz natural no proporcionan la visibilidad adecuada.
En la técnica se refiere al conjunto de lámparas, bombillas, focos, tubos fluorescentes, entre otros, que se instalan para producir la iluminación requerida, tanto a niveles prácticos como decorativos. Con la iluminación se pretende, en primer lugar conseguir un nivel de iluminación, o iluminancia, adecuado al uso que se quiere dar al espacio iluminado, cuyo nivel dependerá de la tarea que los usuarios hayan de realizar.
La iluminación en los centros de trabajo debe prevenir que se produzca fatiga visual, que se ocasiona si los lugares de trabajo y las vías de circulación no disponen de suficiente iluminación, ya sea natural o artificial, adecuada y suficiente durante la noche y cuando no sea suficiente la luz natural.
Los locales, los lugares de trabajo y las vías de circulación en los que los trabajadores estén particularmente expuestos a riesgos en caso de avería de la iluminación artificial deben contar con una iluminación de seguridad de intensidad y duración suficiente. La iluminación deficiente ocasiona fatiga visual en los ojos, perjudica el sistema nervioso, degrada la calidad del trabajo y es responsable de una buena parte de los accidentes de trabajo.
La fotometría es la ciencia que se encarga de la medida de la luz como el brillo percibido por el ojo humano. Es decir, estudia la capacidad que tiene la radiación electromagnética de estimular el sistema visual. En este ámbito la iluminancia es la cantidad de flujo luminoso emitido por una fuente de luz que incide, atraviesa o emerge de una superficie por unidad de área. Su unidad de medida en el Sistema Internacional de Unidades es el Lux: 1 Lux = 1 Lumen/m².
En general, la iluminancia se define según la siguiente expresión:
{\displaystyle E_{V}={\frac {dF}{dS}}}
donde:
- EV es la iluminancia, medida en luxes.
- F es el flujo luminoso, en lúmenes.
- dS es el elemento diferencial de área considerado, en metros cuadrados.

La siguiente tabla recoge las principales magnitudes fotométricas, su unidad de medida y la magnitud radiométrica asociada:
| Magnitud fotométrica               | Símbolo                              | Unidad          | Abreviatura | Magnitud radiométrica asociada     |
| Cantidad de luz o energía luminosa | {\displaystyle \scriptstyle {Q_{v}}} | lumen•segundo   | lm•s        | Energía radiante                   |
| Flujo luminoso o potencia luminosa | {\displaystyle \scriptstyle {F}}     | lumen (= cd•sr) | lm          | Flujo radiante o potencia radiante |
| Intensidad luminosa                | {\displaystyle \scriptstyle {I_{v}}} | candela         | cd          | Intensidad radiante                |
| Luminancia                         | {\displaystyle \scriptstyle {L_{v}}} | candela /metro2 | cd /m²      | Radiancia                          |
| Iluminancia                        | {\displaystyle \scriptstyle {E_{v}}} | lux             | lx          | Irradiancia                        |
| Emitancia luminosa                 | {\displaystyle \scriptstyle {M_{v}}} | lux             | lx          | Emitancia radiante                 |

La candela es una unidad básica del SI. Las restantes unidades fotométricas se pueden derivar de unidades básicas.

## Producción de calor

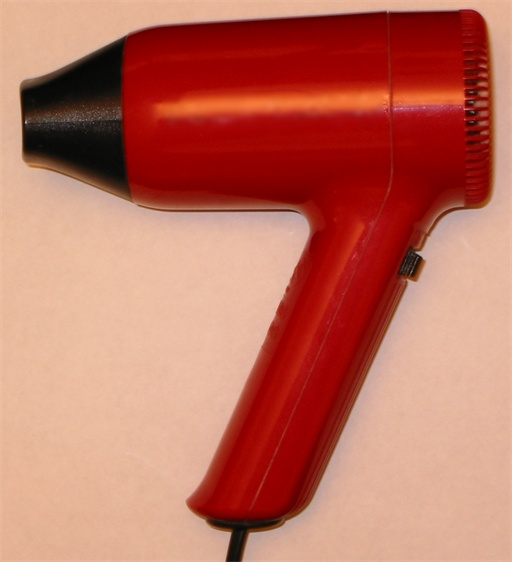
Un secador de pelo es un ejemplo doméstico del efecto Joule.

El físico británico James Prescott Joule descubrió en la década de 1860 que si en un conductor circula corriente eléctrica, parte de la energía cinética de los electrones se transforma en calor debido al choque que sufren con las moléculas del conductor por el que circulan, elevando la temperatura del mismo. Este efecto es conocido como efecto Joule en honor a su descubridor. Este efecto fue definido de la siguiente manera: "La cantidad de energía calorífica producida por una corriente eléctrica, depende directamente del cuadrado de la intensidad de la corriente, del tiempo que ésta circula por el conductor y de la resistencia que opone el mismo al paso de la corriente". Matemáticamente se expresa como
{\displaystyle Q=I^{2}\cdot R\cdot t\,}
donde
Q es la energía calorífica producida por la corriente;
I es la intensidad de la corriente que circula y se mide en amperios;
R es la resistencia eléctrica del conductor y se mide en ohmios;
t es la tiempo el cual se mide en segundos.
Así, la potencia disipada por efecto Joule será:
{\displaystyle P=R\cdot I^{2}={\frac {V^{2}}{R}}\,}
donde V es la diferencia de potencial entre los extremos del conductor.
Microscópicamente el efecto Joule se calcula a través de la integral de volumen del campo eléctrico {\displaystyle {\vec {E}}} por la densidad de corriente {\displaystyle {\vec {J}}}:
{\displaystyle P=\int \!\!\!\int \!\!\!\int _{V}{\vec {J}}\cdot {\vec {E}}dV\,}
La resistencia es el componente que transforma la energía eléctrica en energía calorífica. En este efecto se basa el funcionamiento de los diferentes electrodomésticos que aprovechan el calor en sus prestaciones —braseros, tostadoras, secadores de pelo, calefacciones, etc.— y algunos aparatos empleados industrialmente —soldadores, hornos industriales, etc.— en los que el efecto útil buscado es, precisamente, el calor que desprende el conductor por el paso de la corriente. Sin embargo, en la mayoría de las aplicaciones de la electricidad es un efecto indeseado y la razón por la que los aparatos eléctricos y electrónicos necesitan un ventilador que disipe el calor generado y evite el calentamiento excesivo de los diferentes dispositivos.

## Robótica y máquinas CNC
Una de las innovaciones más importantes y trascendentales en la producción de todo tipo de objetos en la segunda mitad del siglo XX ha sido la incorporación de robots, autómatas programables y máquinas guiadas por Control numérico por computadora (CNC) en las cadenas y máquinas de producción, principalmente en tareas relacionadas con la manipulación, trasiego de objetos, procesos de mecanizado y soldadura. Estas innovaciones tecnológicas han sido viables entre otras cosas por el diseño y construcción de nuevas generaciones de motores eléctricos de corriente continua controlados mediante señales electrónicas de entrada y salida y el giro que pueden tener en ambos sentidos, así como la variación de su velocidad, de acuerdo con las instrucciones contenidas en el programa de ordenador que los controla. En estas máquinas se utilizan tres tipos de motores eléctricos: motores paso a paso, servomotores o motores encoder, y motores lineales.
La robótica es una rama de la tecnología que estudia el diseño y construcción de máquinas capaces de desempeñar tareas repetitivas, tareas en las que se necesita una alta precisión, tareas peligrosas para el ser humano o tareas irrealizables sin intervención de una máquina. Las ciencias y tecnologías en las que se basa son, entre otras, el álgebra, los autómatas programables, las máquinas de estados, la mecánica, la electrónica y la informática.
Un robot se define como una entidad hecha por el hombre y una conexión de retroalimentación inteligente entre el sentido y la acción directa bajo el control de un ordenador previamente programado con las tareas que tiene que realizar. Las acciones de este tipo de robots son generalmente llevadas a cabo por motores o actuadores que mueven extremidades o impulsan al robot. Hacia 1942, Isaac Asimov da una versión humanizada a través de su conocida serie de relatos, en los que introduce por primera vez el término robótica con el sentido de disciplina científica encargada de construir y programar robots. Además, este autor plantea que las acciones que desarrolla un robot deben ser dirigidas por una serie de reglas morales, llamadas las Tres leyes de la robótica.
Los robots son usados hoy en día (2008) para llevar a cabo tareas sucias, peligrosas, difíciles, repetitivas o embotadas para los humanos. Esto usualmente toma la forma de un robot industrial usado en las líneas de producción. Otras aplicaciones incluyen limpieza de residuos tóxicos, exploración espacial, minería, búsqueda y rescate de personas y localización de minas terrestres. La manufactura continúa siendo el principal mercado donde los robots son utilizados. En particular, los robots articulados (similares en capacidad de movimiento a un brazo humano) son los más usados comúnmente. Las aplicaciones incluyen soldado, pintado y carga de maquinaria. La industria automotriz ha tomado gran ventaja de esta nueva tecnología donde los robots han sido programados para reemplazar el trabajo de los humanos en muchas tareas repetitivas. Recientemente, se ha logrado un gran avance en los robots dedicados a la medicina que utiliza robots de última generación en procedimientos de cirugía invasiva mínima. La automatización de laboratorios también es un área en crecimiento. Los robots siguen abaratándose y empequeñeciéndose en tamaño, gracias a la miniaturización de los componentes electrónicos que se utilizan para controlarlos. También, muchos robots son diseñados en simuladores mucho antes de que sean construidos e interactúen con ambientes físicos reales.

## Señales luminosas
Se denomina señalización de seguridad al conjunto de señales que, referido a un objeto, actividad o situación determinada, proporcione una indicación o una obligación relativa a la seguridad o la salud en el trabajo mediante una señal en forma de panel, un color, una señal luminosa o acústica, una comunicación verbal o una señal gestual, según proceda.
Hay dos tipos de señales luminosas: las que actúan de forma intermitente y las que actúan de forma continuada. Las señales luminosas tienen el siguiente código de colores:
- Rojo: condiciones anormales que precisan de una acción inmediata del operario.
- Ámbar: atención o advertencia.
- Verde: máquina dispuesta.
- Blanco: circuito en tensión. Condiciones normales.
- Azul: cualquier significado no previsto por los colores anteriores

Cuando se utilice una señal luminosa intermitente, la duración y frecuencia de los destellos deberán permitir la correcta identificación del mensaje, evitando que pueda ser percibida como continua o confundida con otras señales luminosas.
Semáforos

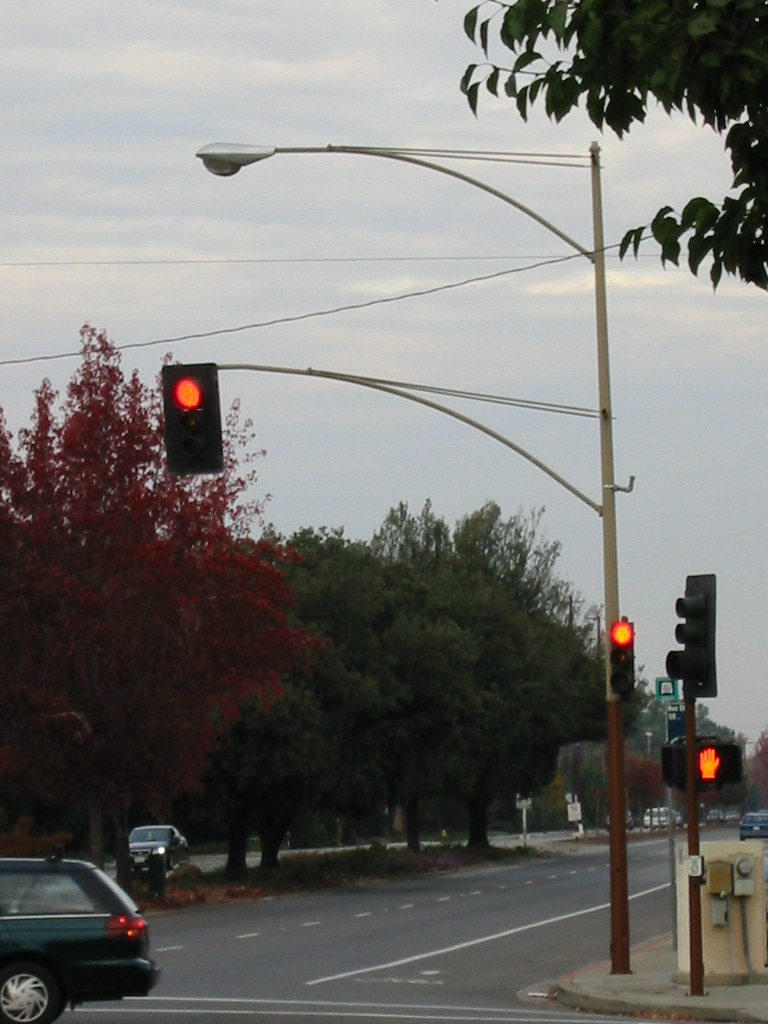
Semáforo en vía pública.

Un semáforo es un dispositivo eléctrico que regula el tráfico de vehículos y peatones en las intersecciones de vías urbanas que soporten mucho tráfico. También se utilizan semáforos en las vías de trenes para regular el tráfico de convoyes por las vías. El tipo más frecuente tiene tres luces de colores:
- Verde, para avanzar
- Rojo, para detenerse
- Amarillo o ámbar, como paso intermedio del verde a rojo, o precaución si está intermitente.

Fue en 1914 cuando se instaló el primer semáforo eléctrico, en Cleveland (Estados Unidos). Contaba con luces rojas y verdes, colocadas sobre unos soportes con forma de brazo y además incorporaba un emisor de zumbidos.
Los semáforos han ido evolucionando con el paso del tiempo y actualmente (2008) se están utilizando lámparas a LED para la señalización luminosa, puesto que las lámparas de LED utilizan sólo 10% de la energía consumida por las lámparas incandescentes, tienen una vida estimada 50 veces superior, y por tanto generan importantes ahorros de energía y de mantenimiento, satisfaciendo el objetivo de conseguir una mayor fiabilidad y seguridad pública.
La óptica de LED está compuesta por una placa de circuito impreso, policarbonato de protección, casquillo roscante E-27, todos estos elementos integrados sobre un soporte cónico.

## Uso doméstico

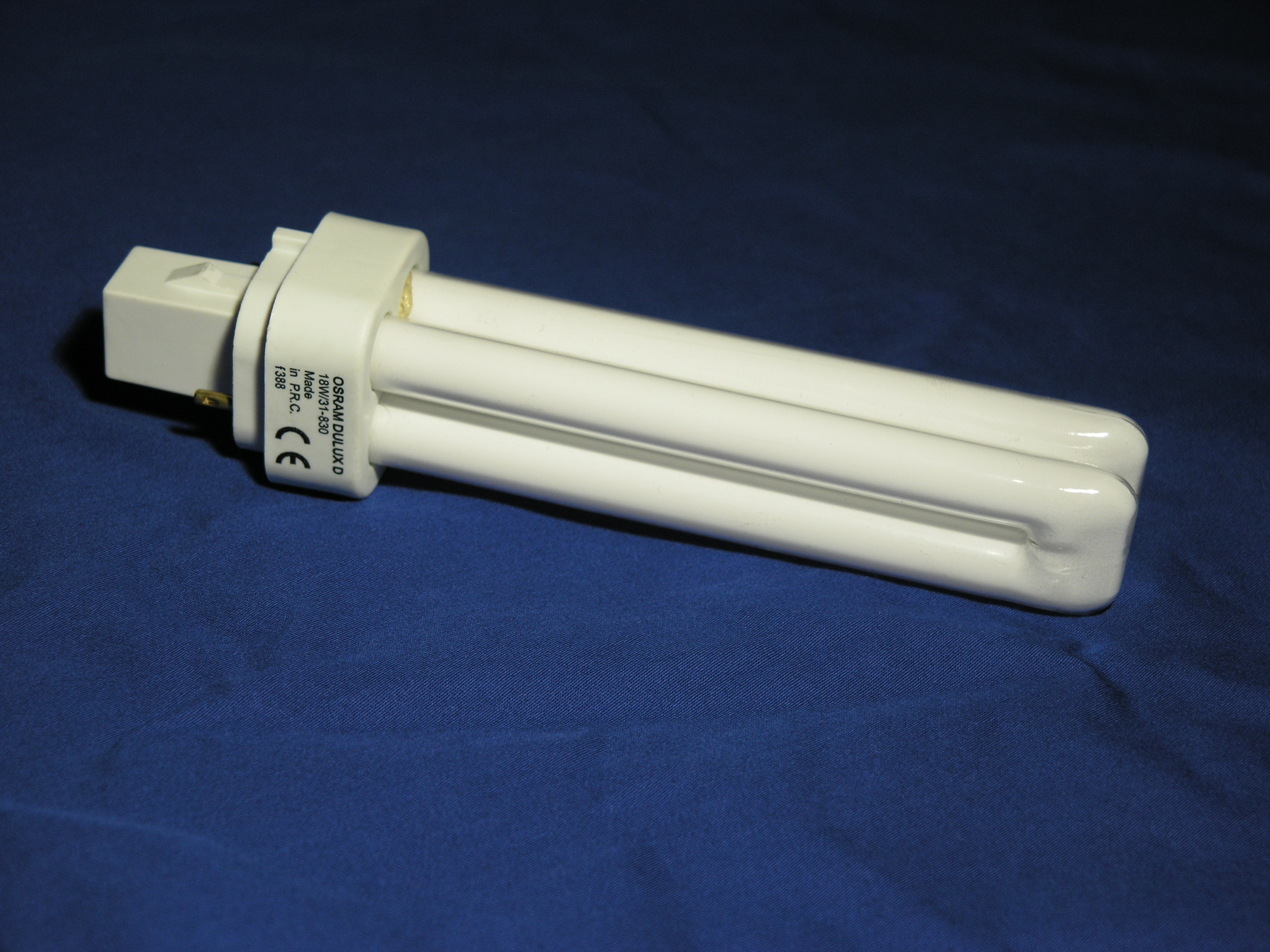
El empleo de bombillas de bajo consumo supone un ahorro de hasta un 80% de energía respecto a las convencionales.

El uso doméstico de la electricidad se refiere a su empleo en los hogares. Los principales usos son alumbrado, electrodomésticos, calefacción y aire acondicionado. Se está investigando en producir aparatos eléctricos que tengan la mayor eficiencia energética posible, así como es necesario mejorar el acondicionamiento de los hogares en cuanto a aislamiento del exterior para disminuir el consumo de electricidad en el uso de la calefacción o del aire acondicionado, que son los aparatos de mayor consumo eléctrico.
Se denominan electrodomésticos a todas las máquinas o aparatos eléctricos que realizan tareas domésticas rutinarias, como pueden ser cocinar, conservar los alimentos o limpiar, tanto para un hogar como para instituciones, comercios o industrias. Los electrodomésticos se clasifican comercialmente en tres grupos:
- La línea marrón hace referencia al conjunto de electrodomésticos de vídeo y audio, tales como televisores, reproductores de música, home cinema, etc.
- La línea blanca se refiere a los principales electrodomésticos vinculados a la cocina y limpieza del hogar, tales como cocina, horno, lavadora, frigorífico, lavavajillas, congelador, aire acondicionado, secadora, etc.
- Los pequeños electrodomésticos son aparatos eléctricos pequeños que se utilizan para muchas tareas diferentes como las planchas, aspiradoras, estufas, ventiladores, microondas, cafeteras, batidoras, freidoras o depiladoras.

En los países de la Unión Europea los fabricantes de electrodomésticos están obligados a etiquetar sus productos con la llamada etiqueta energética, con el fin de contribuir al ahorro energético y a la preservación del medio ambiente.
La etiqueta energética es una herramienta informativa que indica la cantidad de energía que consume un electrodoméstico y la eficiencia con que utiliza esa energía, además de otros datos complementarios del aparato. Existen siete clases de etiquetas energéticas que se tipifican, en función de los consumos eléctricos, en diferentes colores y con letras del abecedario de la A (más eficiente) hasta la G (menos eficiente). De esta manera, los usuarios pueden valorar y comparar en el mismo momento de la compra el rendimiento energético de los distintos modelos de un mismo tipo de electrodoméstico. Las comparaciones únicamente se pueden hacer entre electrodomésticos del mismo tipo. Por ejemplo, no es comparable el consumo eléctrico de una lavadora de clase A con el de un lavavajillas de la misma clase, pero sí con el de otra lavadora de clase C.
La etiqueta tiene que estar siempre visible en el aparato expuesto. En los casos de ventas por catálogo, por Internet o por cualquier otro medio donde el consumidor no pueda ver los aparatos personalmente también se tienen que incluir las prestaciones energéticas descritas en la etiqueta.
Los electrodomésticos que, según la normativa de la Unión Europea, deben llevar obligatoriamente etiqueta energética son los siguientes: frigoríficos, congeladores y aparatos combinados, lavadoras, secadoras y lava-secadoras, lavavajillas, fuentes de luz, aparatos de aire acondicionado, hornos eléctricos, calentadores de agua y otros aparatos que almacenen agua caliente.

## Uso en la industria

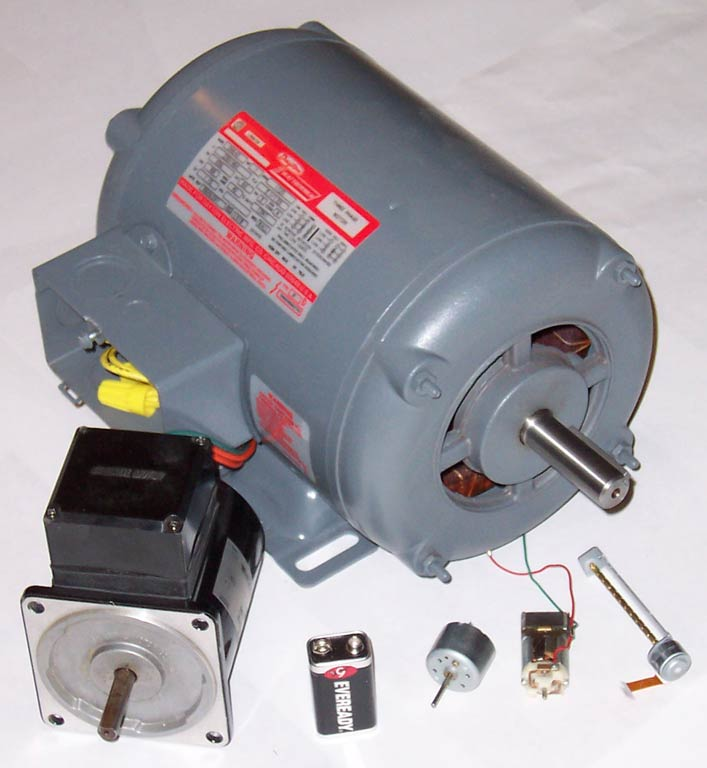
Diversos tipos de motores eléctricos.

Los principales consumidores de electricidad son las industrias, destacando aquellas que tienen en sus procesos productivos instalados grandes hornos eléctricos, tales como siderúrgicas, cementeras, cerámicas y químicas. También son grandes consumidores los procesos de electrólisis (producción de cloro y aluminio) y las plantas de desalación de agua de mar.
En algunos países, por ejemplo España, existen unos contratos de suministro especiales con estos grandes consumidores de electricidad a los que se les concede una tarifa muy baja a cambio de la posibilidad de cortarles el suministro eléctrico (lo que les obliga a un paro técnico), cuando las previsiones meteorológicas prevén olas de calor o de frío intenso, para evitar la saturación del suministro a causa del alto consumo doméstico de aire acondicionado o calefacción. Estos grandes consumidores hacen también funcionar sus hornos más potentes en horario nocturno cuando la tarifa eléctrica es más reducida. En el caso español, el uso de estas tarifas especiales podría ser prohibido por la Comisión Europea al considerarlas incentivos injustos a costa de los demás usuarios de electricidad.
Las industrias también consumen electricidad para suministrar iluminación eléctrica cuando no es posible la iluminación natural, a fin de prevenir que se produzca fatiga visual en los trabajadores, que se ocasiona si los lugares de trabajo y las vías de circulación no disponen de suficiente iluminación, adecuada y suficiente durante la noche.
Otro campo general de consumo eléctrico en las empresas lo constituye el dedicado a la activación de las máquinas de climatización tanto de aire acondicionado como de calefacción. El consumo de electricidad de este capítulo puede ser muy elevado si las instalaciones no están construidas de acuerdo con principios ecológicos de ahorro de energía.
Asimismo, es de uso industrial la electricidad que se emplea en los diferentes tipos de soldadura eléctrica, procesos de electrólisis, hornos eléctricos industriales utilizados en muchas tareas diferentes, entre otros.
Un campo sensible del uso de la electricidad en las empresas o instituciones lo constituyen la alimentación permanente y la tensión constante que deben tener las instalaciones de ordenadores, porque un corte imprevisto de energía eléctrica puede dañar el trabajo que se realiza en el momento del corte. Para evitar estos daños existen unos dispositivos de emergencia que palían de forma momentánea la ausencia de suministro eléctrico en la red.

## Uso en el transporte

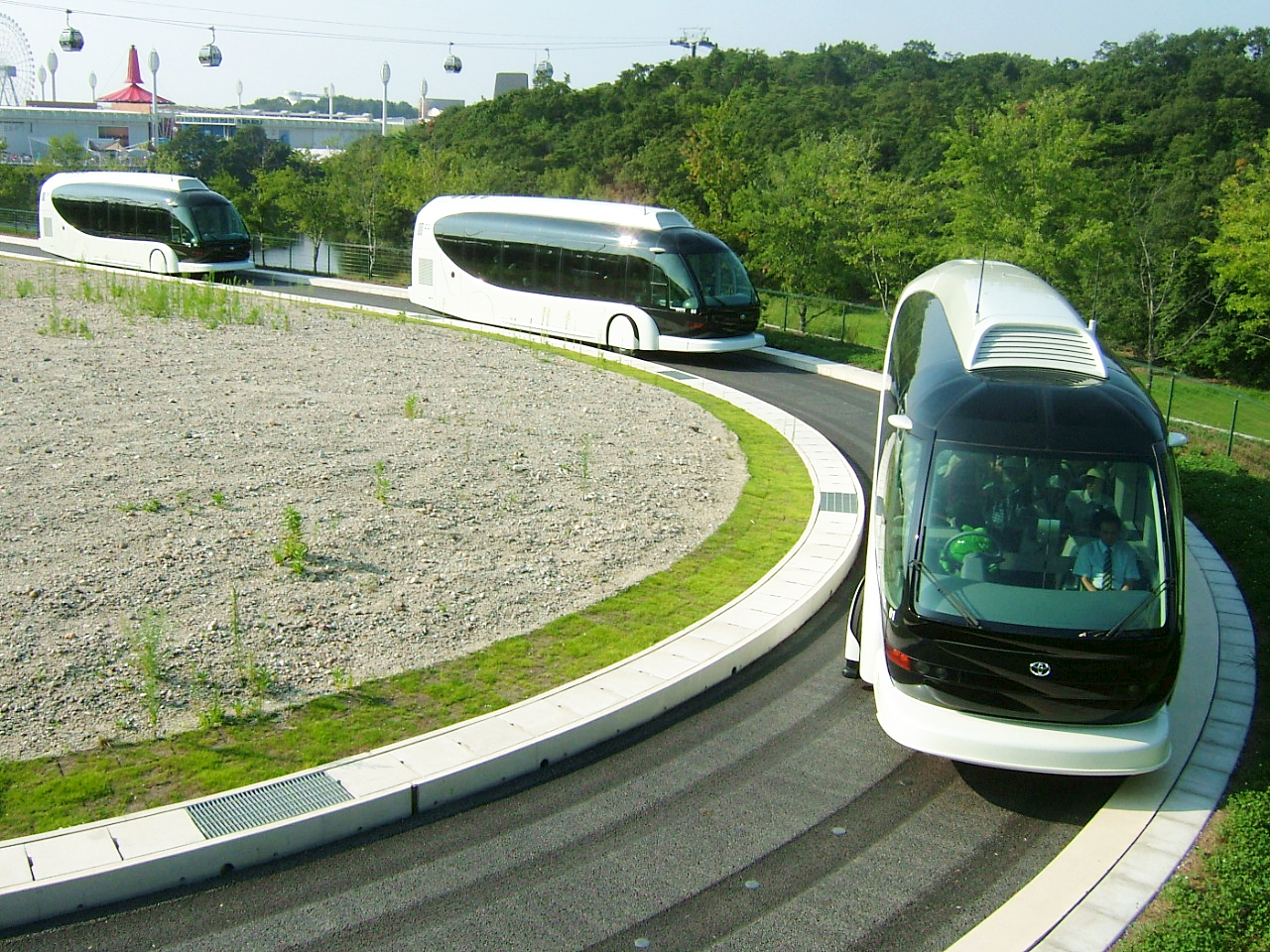
Vehículos híbridos en Expo 2005.

La electricidad tiene una función determinante en el funcionamiento de todo tipo de vehículos que funcionan con motores de explosión. Para producir la electricidad que necesitan estos vehículos para su funcionamiento llevan incorporado un alternador pequeño que es impulsado mediante una transmisión por polea desde el eje del cigüeñal del motor. Además tienen una batería que sirve de reserva de electricidad para que sea posible el arranque del motor cuando este se encuentra parado, activando el motor de arranque. Los componentes eléctricos más importantes de un vehículo de transporte son los siguientes: alternador, batería, equipo de alumbrado, equipo de encendido, motor de arranque, equipo de señalización y emergencia, instrumentos de control, entre otros.
La sustitución de los motores de explosión por motores eléctricos es un tema aún no resuelto, debido principalmente a la escasa capacidad de las baterías y a la lentitud del proceso de carga así como a su autonomía limitada. Se están realizando avances en el lanzamiento de automóviles híbridos con un doble sistema de funcionamiento: un motor de explosión térmico que carga acumuladores y unos motores eléctricos que impulsan la tracción en las ruedas.
Un campo donde ha triunfado plenamente la aplicación de las máquinas eléctricas ha sido el referido al funcionamiento de los ferrocarriles.

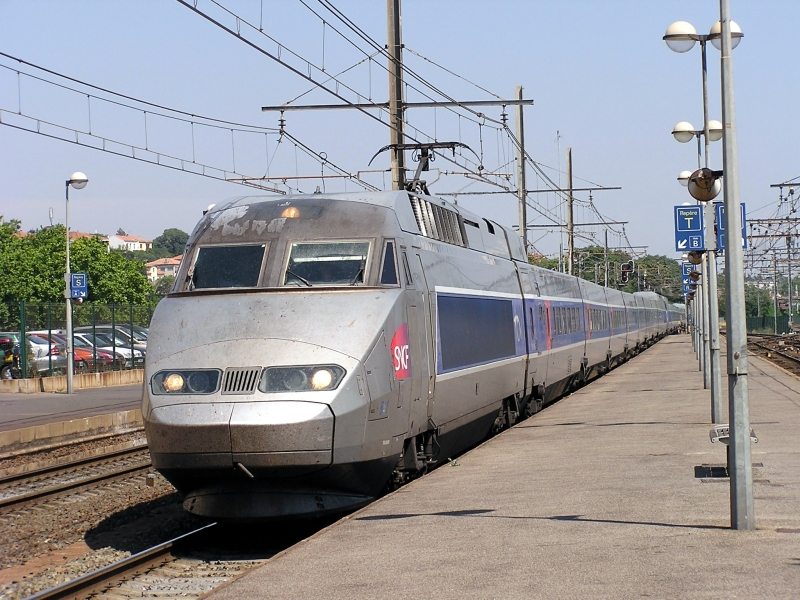
Tren de alta velocidad.

El proceso de electrificación se ha desarrollado en dos fases. La primera fue la sustitución de las locomotoras que utilizaban carbón por las locomotoras llamadas diésel que utilizaban gasóleo. Las locomotoras diésel-eléctricas consisten básicamente en dos componentes, un motor diésel que mueve un generador eléctrico, y varios motores eléctricos (conocidos como motores de tracción) que comunican a las ruedas la fuerza tractiva que mueve a la locomotora. Los motores de tracción se alimentan con corriente eléctrica y luego, por medio de engranajes, mueven las ruedas.
La puesta en servicio de locomotoras eléctricas directas constituyó un avance tecnológico importante. Las locomotoras eléctricas son aquellas que utilizan como fuente de energía la energía eléctrica proveniente de una fuente externa, para aplicarla directamente a motores de tracción eléctricos. Estas locomotoras requieren la instalación de cables de alimentación a lo largo de todo el recorrido, que se sitúan a una altura por encima de los trenes a fin de evitar accidentes. Esta instalación se conoce como catenaria. Las locomotoras toman la electricidad por un trole, que la mayoría de las veces tiene forma de pantógrafo y como tal se conoce. En los años 1980 se integraron como propulsores de vehículos eléctricos ferroviarios los motores asíncronos, y aparecieron los sistemas electrónicos de regulación de potencia que dieron el espaldarazo definitivo a la elección de este tipo de tracción por las compañías ferroviarias. El hito de los trenes eléctricos lo constituyen los llamados trenes de alta velocidad cuyo desarrollo ha sido el siguiente:
- En 1964 se inauguró el Shinkansen o tren bala japonés con motivo de los Juegos Olímpicos de Tokio, el primer tren de alta velocidad en utilizar un trazado propio,
- En 1979 se instaló en Hamburgo el primer tren de levitación magnética para la Exposición Internacional del Transporte (IVA 79), desarrollando patentes anteriores. Hubo pruebas posteriores de trenes similares en Inglaterra y actualmente operan comercialmente líneas en Japón y China. Se combinan con el sistema de monorraíl.
- En 1981 se inauguró la primera línea de Train à Grande Vitesse (Tren de Gran Velocidad), conocido como TGV, un tipo de tren eléctrico de alta velocidad desarrollado por la empresa francesa Alstom. El TGV es uno de los trenes más veloces del mundo, operando en algunos tramos a velocidades de hasta 320 km/h teniendo el récord de mayor velocidad media en un servicio de pasajeros y el de mayor velocidad en condiciones especiales de prueba. En 1990 alcanzó la velocidad de 515,3 km/h, y en el 2007 superó su propio registro al llegar a los 574,8 km/h en la línea París-Estrasburgo.

A pesar del desarrollo de las locomotoras eléctricas directas, en amplias zonas del planeta se siguen utilizando locomotoras diésel.

## Uso en la medicina

Imagen radiológica en 3D.

El 8 de noviembre de 1895, el físico alemán Wilhelm Conrad Röntgen descubrió que, cuando los electrones que se mueven a elevada velocidad chocan con la materia, dan lugar a una forma de radiación altamente penetrante. A esta radiación se le denominó radiación X y su descubrimiento es considerado como uno de los más extraordinarios de la ciencia de señalización y emergencia, instrumentos de control, entre otros.
Se han equipado los quirófanos y unidades de rehabilitación y cuidados intensivos (UVI) o (UCI) con equipos electrónicos e informáticos de alta tecnología. La radioterapia utiliza radiaciones ionizantes para tratar el cáncer.
Recientemente, se ha logrado un gran avance en los robots dedicados a la medicina que utiliza robots de última generación en procedimientos de cirugía invasiva mínima. La automatización de laboratorios también es un área en crecimiento. Los robots siguen abaratándose y empequeñeciéndose en tamaño, gracias a la miniaturización de los componentes electrónicos que se utilizan para controlarlos. También, muchos robots son diseñados en simuladores mucho antes de que sean construidos e interactúen con ambientes físicos reales.
Por último, la electricidad ha permitido mejorar los instrumentos y técnicas de análisis clínico, por ejemplo mediante microscopios electrónicos de gran resolución.